# Liste der Baudenkmale in Andervenne
In der Liste der Baudenkmale in Andervenne sind alle Baudenkmale der niedersächsischen Gemeinde Andervenne aufgelistet. Die Quelle der  Baudenkmale ist der Denkmalatlas Niedersachsen. Der Stand der Liste ist der 19. Dezember 2020.

## Allgemein
In den Spalten befinden sich folgende Informationen:
- Lage: die Adresse des Baudenkmales und die geographischen Koordinaten. Kartenansicht, um Koordinaten zu setzen. In der Kartenansicht sind Baudenkmale ohne Koordinaten mit einem roten Marker dargestellt und können in der Karte gesetzt werden. Baudenkmale ohne Bild sind mit einem blauen Marker gekennzeichnet, Baudenkmale mit Bild mit einem grünen Marker.
- Bezeichnung: Bezeichnung des Baudenkmales
- Beschreibung: die Beschreibung des Baudenkmales. Unter § 3 Abs. 2 NDSchG werden Einzeldenkmale und unter § 3 Abs. 3 NDSchG Gruppen baulicher Anlagen und deren Bestandteile ausgewiesen.
- ID: die Objekt-ID des Baudenkmales
- Bild: ein Bild des Baudenkmales, ggf. zusätzlich mit einem Link zu weiteren Fotos des Baudenkmals im Medienarchiv Wikimedia Commons. Wenn man auf das Kamerasymbol klickt, können Fotos zu Baudenkmalen aus dieser Liste hochgeladen werden:

## Andervenne

### Einzelbaudenkmale
| Lage                                        | Bezeichnung              | Beschreibung                                                                | ID       | Bild           |
| ------------------------------------------- | ------------------------ | --------------------------------------------------------------------------- | -------- | -------------- |
| Kirchstraße 52° 30′ 33″ N, 7° 34′ 18″ O     | Kirche                   | Katholische St.-Andreas-Kirche, 1884 bis 1886 erbaut, Turm ab 1952 zugefügt | 35900577 | Weitere Bilder |
| Kirchstraße 52° 30′ 32″ N, 7° 34′ 17″ O     | Kriegerdenkmal           |                                                                             | 35900632 | Weitere Bilder |
| Kirchhof 52° 30′ 33″ N, 7° 34′ 20″ O        | Kirchhof                 |                                                                             | 35900607 |                |
| Schulstraße 7 52° 30′ 34″ N, 7° 34′ 24″ O   | Sägewerk                 |                                                                             | 35901010 | Weitere Bilder |
| Im Dörpe 15 52° 30′ 47″ N, 7° 34′ 36″ O     | Wohn-/Wirtschaftsgebäude |                                                                             | 35900711 | BW             |
| Im Dörpe 15 52° 30′ 48″ N, 7° 34′ 36″ O     | Scheune                  |                                                                             | 35900739 | BW             |
| Im Dörpe 52° 30′ 45″ N, 7° 34′ 39″ O        | Wegekapelle              |                                                                             | 35900687 | BW             |
| Im Dörpe 14 52° 30′ 48″ N, 7° 34′ 36″ O     | Wohn-/Wirtschaftsgebäude |                                                                             | 35900821 | BW             |
| Im Dörpe 10 52° 30′ 53″ N, 7° 34′ 47″ O     | Wohn-/Wirtschaftsgebäude |                                                                             | 35900872 | BW             |
| Deeterhok 4 52° 29′ 56″ N, 7° 34′ 35″ O     | Wohn-/Wirtschaftsgebäude |                                                                             | 35900898 | BW             |
| Deeterhok 4 52° 29′ 56″ N, 7° 34′ 35″ O     | Wirtschaftsgebäude       |                                                                             | 35900927 | BW             |
| 52° 30′ 4″ N, 7° 34′ 31″ O                  | Schule                   | Die Schule ist in Google Earth nicht mehr sichtbar.                         | 35900982 | BW             |
| Brambergstraße 1 52° 31′ 6″ N, 7° 33′ 53″ O | Wohn-/Wirtschaftsgebäude |                                                                             | 35900795 | BW             |
| Auf der Heese 52° 31′ 37″ N, 7° 33′ 24″ O   | Mühle                    |                                                                             | 35900659 | BW             |
| Auf der Heese 52° 31′ 38″ N, 7° 33′ 25″ O   | Wassergraben             |                                                                             | 35901056 | BW             |